# Josh Allen (Footballspieler, 1996)
Josh Allen (* 21. Mai 1996 in Firebaugh, Kalifornien) ist ein amerikanischer Quarterback, der für die Buffalo Bills in der National Football League (NFL) spielt. Er spielte College Football für Wyoming und wurde von den Bills im NFL Draft 2018 an siebter Stelle ausgewählt. Er ist nicht zu verwechseln mit dem gleichnamigen Defensive End, der seit 2019 für die Jacksonville Jaguars spielt.
Josh Allen ist ein vielseitiger Spieler, der einen starken Arm hat, aber auch im Laufspiel sehr stark ist.

## College
Nach der Highschool in seiner Heimatstadt hatte Josh Allen Mühe, ein College zu finden. Kein einziges hatte ihm ein Stipendium offeriert. Allen war nicht auf dem Radar der Recruiter aufgetaucht, da sein Heimatort abgelegen ist, Allen regelmäßig auch in anderen Sportarten spielte, weshalb er kaum Camps für Nachwuchsspieler besuchte und nebenbei auch noch den Eltern auf der Farm respektive im Restaurant aushalf. Am Junior College von Reedley fand er doch noch einen Coach, der seine Qualitäten erkannte. Ein Angebot – insbesondere auch von den benachbarten Fresno State Bulldogs – blieb aus. Nur ein Trainer der Wyoming Cowboys, der früher in Fresno gearbeitet hatte, erkannte das Potential von Allen und überzeugte seinen Head Coach, den jungen Spieler anzuschauen.
Josh Allen spielte drei Jahre lang an der University of Wyoming für die Wyoming Cowboys. In seiner ersten Saison kam er schon früh zum Einsatz, brach aber kurz darauf sein Schlüsselbein, so dass er auf lediglich vier angebrachte Pässe in zwei Spielen kam. Ab seinem zweiten Jahr am College, Saison 2016, war Allen Starter bei den Cowboys und konnte mit seinen individuellen Leistungen beeindrucken. Er warf 3.203 Yards und 28 Touchdowns bei 15 Interceptions. Außerdem schnitt sein Team mit seinen Leistungen deutlich besser als im Vorjahr ab. Die Cowboys konnten nach vier erfolglosen Jahren erstmals wieder mehr Siege als Niederlagen einfahren. 2017 spielte Allen sein drittes und letztes Jahr am College. Er spielte eine solide letzte Saison und erzielte 16 Touchdowns bei 6 Interceptions. Nach einem guten 7-3 Start verletzte Allen sich und fiel zwei Spieltage wegen einer Schulterverletzung aus.

## NFL

### Draft
Josh Allen wurde beim NFL Draft 2018 in der ersten Runde an der 7. Stelle von den Buffalo Bills ausgewählt. Er war damit nach Baker Mayfield und Sam Darnold der dritte Quarterback, der 2018 gepickt wurde. Die Bills fädelten für Allen einen Trade mit den Tampa Bay Buccaneers ein, um von der zwölften Stelle an die siebte Stelle des Draftes vorzurücken.

### Buffalo Bills
Allen unterschrieb bei den Bills einen Vierjahresvertrag über 21,183 Millionen US-Dollar.
In die Saison 2018 startete Allen als Backup hinter Nathan Peterman. Trotzdem feierte Allen bereits in der ersten Woche der Saison sein NFL Debüt, weil Peterman während des Spieles aufgrund seiner schlechten Performance ausgewechselt wurde. In der zweiten Woche hatte Allen schon einen Einsatz als Starter. In diesem Spiel gegen die Los Angeles Chargers warf er seinen ersten Touchdown, und in der dritten Woche im Spiel gegen die Minnesota Vikings führte er die Bills erstmals zum Sieg, wobei er selber zwei Touchdowns lief. Nach einem weiteren Sieg gegen die Tennessee Titans in der fünften Woche verletzte er sich im Spiel gegen die Houston Texans am Ellbogen. Sechs Wochen später lief Allen im Spiel gegen die Jacksonville Jaguars wieder auf und führte sein Team zu einem weiteren Sieg. Er lief dabei für einen Touchdown und insgesamt 99 Yards, womit er den Rekord aller Bills-Quarterbacks für ein Spiel brach. In den beiden nächsten Spielen lief er noch weiter: mit insgesamt 335 Yard brach er den NFL-Rekord für Rushing Yards eines Quarterbacks in drei aufeinanderfolgenden Spielen. Im letzten Spiel der Saison gegen die Miami Dolphins erreichte er drei Wurf- und zwei Lauf-Touchdowns, was dem Team einen Sieg und Allen die Auszeichnung AFC Offensive Player of the Week einbrachte (als erster Bills-Spieler seit 17 Jahren).
Die Buffalo Bills waren am Ende der Saison 2018 mit sechs Siegen und zehn Niederlagen weit entfernt von einer Playoff-Qualifikation. Bei den Spielen, die Allen von Beginn an bestritt, kam er aber auf eine deutlich bessere Billanz von fünf Siegen und nur sechs Niederlagen.
In der Saison 2019 war Josh Allen der Captain des Teams. In den ersten drei Spielen der Saison konnten Siege verzeichnet werden. Im vierten Spiel gegen die dominierenden New England Patriots musste Allen nach einem Helm-auf-Helm-Tackle wegen einer möglichen Kopfverletzung (concussion protocol) das Spiel beenden. In der darauffolgenden Woche konnte er im Spiel gegen die Tennessee Titans aber bereits wieder antreten. Für das Spiel in Woche 11 gegen die Miami Dolphins wurde er wieder als AFC Offensive Player of the Week ausgezeichnet. Die Saison verlief deutlich besser: Mit zehn Siegen und sechs Niederlagen gelang der Einzug in die Playoffs. In der Wildcard Round gegen die Houston Texans verloren die Bills aber knapp in der Verlängerung mit 19:22.
In der Saison 2020 mussten die Buffalo Bills nicht mehr gegen Tom Brady antreten, der von den Patriots zu den Tampa Bay Buccaneers gewechselt war. Mit Quarterback Brady und Headcoach Bill Belichick hatten die Patriots seit 2003 die AFC East dominiert. Dieses Jahr konnten die Buffalo Bills aber zwei Siege gegen die Patriots erzielen – der erste Heimsieg seit 2011 und der erste Auswärtssieg seit 1999. Allen konnte seine Leistung im Passspiel in dieser Saison nochmals deutlich steigern und brach wiederum diverse Teamrekorde. Im Spiel in Woche 5 gegen die Tennessee Titans, wegen eines COVID-19-Ausbruchs beim Team aus dem Süden auf einen Dienstag verschoben, gab es die erste Niederlage. Eine weitere knappe Niederlage musste gegen die Arizona Cardinals in Woche 10 verzeichnet werden. In der 14. Woche konnte Josh Allen den teaminternen Rekord der meisten Touchdowns in einer Saison brechen, nachdem sein Zähler die 35 erreicht hatte. Nach der Woche 15 war der erste Sieg der AFC East Division seit 1995 gesichert – damals war Allen noch nicht einmal geboren. Für seine Spiele im Dezember wurde Allen zum AFC Offensive Player of the Month gewählt, nachdem er in dieser Saison bereits vier Mal zum AFC Offensive Player of the Week bestimmt worden war. Zusammen mit vier Mitspielern wurde er in die Pro Bowl 2021, die coronabedingt virtuell durchgeführt werden muss, gewählt. Im Wildcard-Round-Spiel gegen die Indianapolis Colts führte Allen die Buffalo Bills zum ersten Playoff-Sieg (24:27) seit 1995; er lief auch in diesem Spiel einen Touchdown. Das Divisional-Playoff-Spiel gegen die Baltimore Ravens konnten die Bills ebenfalls für sich entscheiden. Das Conference-Final gegen die Kansas City Chiefs ging aber deutlich verloren – Kommentatoren werteten es als „eines der schwächeren Spiele seiner überragenden Saison“ (Justin Werner: ran.de). Als Nummer fünf bei den Passing Yards und den Touchdown-Pässen etablierte er sich in der Spitze der Quarterbacks der NFL.

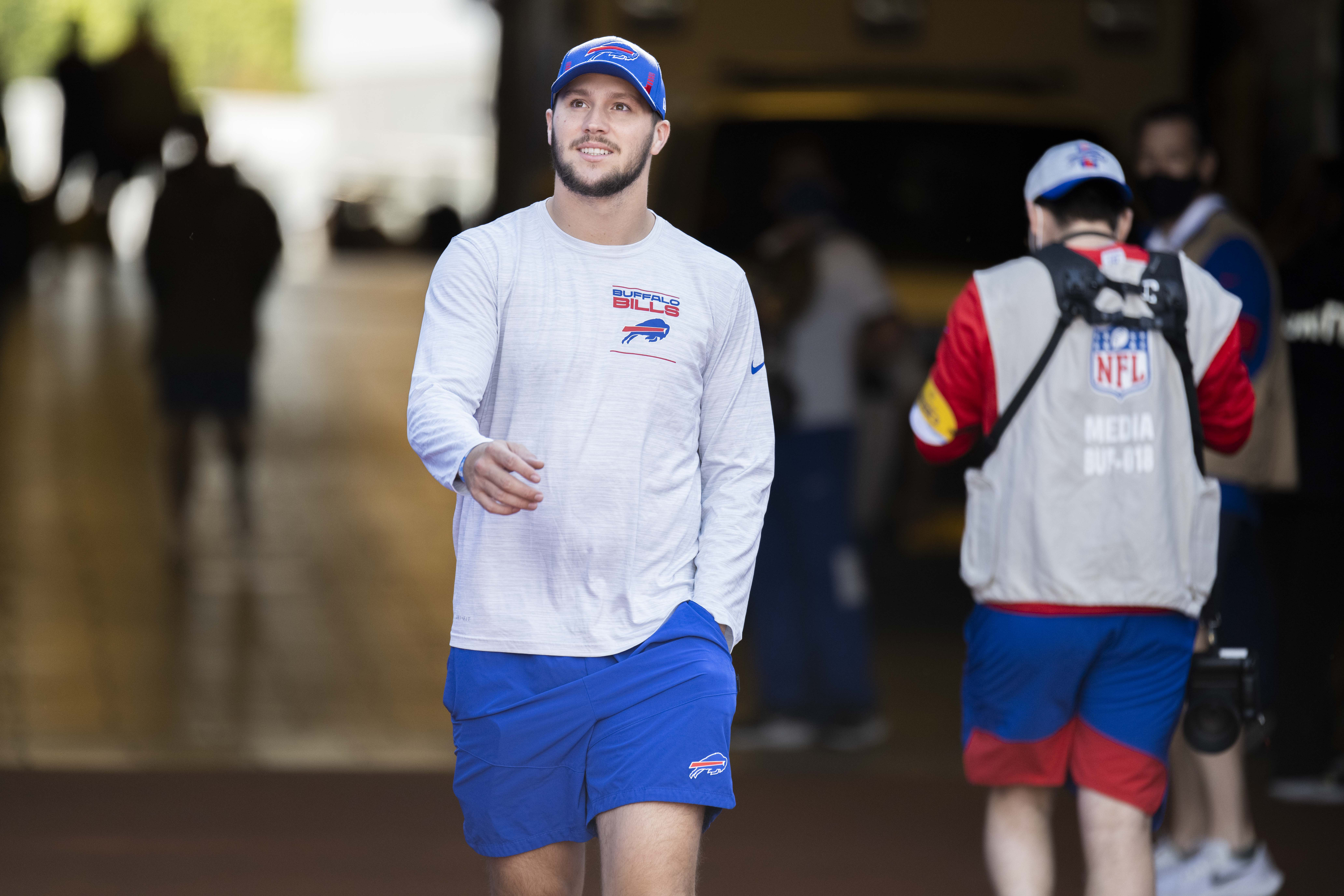
Josh Allen vor einem Heimspiel im September 2021

Am 6. August 2021 einigte Allen sich mit den Bills auf eine Vertragsverlängerung um sechs Jahre bis 2028 im Wert von 258 Millionen US-Dollar. Vor der Saison 2021 wurde Allen bei den „NFL Top 100“ von den Mitspielern auf den zehnten Platz gewählt, nachdem er ein Jahr zuvor noch auf Platz 87 gelegen hatte.
In der Saison 2021 konnte Josh Allen weitere Rekorde verzeichnen. Nach einem Sieg über die New England Patriots im Dezember 2021 war er der erste NFL-Spieler, der über 100 Touchdown-Pässe und 20 erlaufene Touchdowns verzeichnen konnte. Und im nächsten Spiel kam der nächste Rekord: Josh Allen ist der erste und einzige NFL-Spieler, der in vier aufeinanderfolgenden Saisons mindestens sechs Touchdowns erlaufen hatte. Das Divisions-Playoffs-Spiel gegen die Kansas City Chiefs ging dramatisch in der Verlängerung verloren. 13 Sekunden vor Ende der regulären Spielzeit führten die Bills mit drei Punkten, nachdem die Führung mehrmals gewechselt und Josh Allen einen 44 Sekunden langen Angriff in Field-Goal-Reichweite gebracht hatte. Kansas gelang in der verbleibenden Zeit aber noch der Ausgleich.
In der Saison 2022 hatte Allen die sechs Rushing Touchdowns bereits am 14. Spieltag erreicht, den Rekord somit auf fünf aufeinanderfolgende Saisons erhöht. In den nachfolgenden Saisons folgten weitere Rekorde.
Die Saison 2024 endete für die Buffalo Bills erneut mit einer Niederlage im Conference-Final gegen die Kansas City Chiefs. Trotzdem wurde er zum MVP gewählt vor Lamar Jackson und als erster Bills-Spieler seit 1991. In der regulären Saison gelangen ihm 41 Touchdowns, davon 28 per Wurf, zwölf per Lauf und einen – als Kuriosum – selbst gefangen. Daneben überzeugte er mit lediglich sechs geworfenen Interceptions. Seine 3731 Passing Yards waren jedoch nur mittelmäßig (Platz 14 unter den Quarterbacks in dieser Saison). Am 9. März 2025 einigte sich Josh Allen mit den Bills auf einen neuen Sechsjahresvertrag über 330 Millionen US-Dollar, davon 250 Millionen garantiert. Damit lag er mit einem durchschnittlichen Jahresgehalt von 55 Millionen US-Dollar zu diesem Zeitpunkt auf Platz hinter Dak Prescott von den Dallas Cowboys (60 Mio. USD).